# Dichochrysa viridifrons
Dichochrysa viridifrons là một loài côn trùng trong họ Chrysopidae thuộc bộ Neuroptera. Loài này được Hölzel & Ohm miêu tả năm 1999.